# Cissus duarteana
Cissus duarteana – gatunek rośliny z rodziny winoroślowatych (Vitaceae). Występuje w Ameryce Południowej, głównie w Brazylii, ale także w Paragwaju, Boliwii i Gujanie. Preferuje niżej położone obszary lub niewysokie wyżyny, maksymalnie do 500 m n.p.m., gdzie można je spotkać w formacjach roślinnych typu campos, bądź w suchych brazylijskich lasach zwanych cerrado.

## Morfologia
Nieduży, wspinający się krzew dorastający wysokości 1 lub 2 m, rosnący zwykle w grupach wyspowych zakrzewień lub zadrzewień. Pędy dość krótkie, ciemnobordowe, na dole drewniejące, wytwarzają wąsy czepne. Liście trójklapowe bądź (częściej) trójdzielne, ciemnozielone i matowe. Blaszka liściowa na całej powierzchni lekko chropowata. Drobne kwiaty zebrane w kwiatostany w kształcie baldachy są koloru zielono-żółtego. Owoce w postaci niewielkich, zielonych jagód.

## Zastosowanie
Łodygi i korzenie Cissus duarteana znalazły zastosowanie w naturalnych kuracjach antyrakowych, pomagając zwalczać potencjalnie groźne brodawki.
|  |  |